# Museo ideale Leonardo da Vinci
Il Museo Ideale Leonardo Da Vinci  si trova a Vinci, paese natale di Leonardo, in Provincia di Firenze. 

## Storia
Fondato da studiosi e artisti come il primo museo sulla complessità di Leonardo da Vinci artista, scienziato, inventore e designer in rapporto alla sua biografia, ai suoi territori e alla sua attualità, ha realizzato in concreto le teorie del Museo Immaginario e del Mundaneum in continua crescita.
Ha sviluppato i contenuti di mostre come “Leonardo. Arte, utopia e scienza” (Toronto 1987), “Leonardo scomparso e ritrovato” (Firenze 1988), “Leonardo. Attualità e mito” (Roma 1989 e Budapest 1991),"Leonardo e la cultura della terra" (Rinascimento dell'olivo, Il vino, Elementi-alimenti, Firenze e Roma 1990-1994), e del primo cd-rom “Leonardo. La pittura digitale” (ACTA, 1988).
Inaugurato il 2 ottobre 1993 con il patrocinio di Regione Toscana, Provincia e APT di Firenze e Comune di Vinci, con l'egida dell'Armand Hammer Center for Leonardo Studies (University of California at Los Angeles) e gli auspici dell'Ente Raccolta Vinciana di Milano. 
È stato ufficialmente riconosciuto Museo d'Interesse Pubblico dalla Regione Toscana nel 1999. Del 2007 è il messaggio del Presidente della Repubblica Giorgio Napolitano che ha definito il Museo Ideale "un'esperienza unica in Europa che onora il genio di Leonardo in uno spazio dove arte, natura e scienza si fondono con forti significati poetici, simbolici ed estetici e sottolineano l'universalità e la molteplicità delle attività e degli interessi di Leonardo, come invito alla pace e al dialogo fra culture diverse". 
Direttore è Alessandro Vezzosi; Presidente dell'Associazione Internazionale è Agnese Sabato; Presidente onorario era Carlo Pedretti (fino al giorno della sua scomparsa, 5 gennaio 2018).
Gli spazi espositivi sono momentaneamente costretti alla chiusura a causa di infiltrazioni di acqua piovana da strutture soprastanti, in attesa della riapertura, prevista per il 2019. 

### Linee guida
Il Museo Ideale Leonardo Da Vinci, per la sua vocazione di cantiere della ricerca, della riscoperta filologica e della creatività, persegue fra l'altro tre grandi obiettivi: 
- diffondere la conoscenza di un Leonardo più vero, geniale e attuale al di là degli stereotipi, della retorica e della leggenda;
- indagare e presentare il Leonardo “perduto” e segnalare i risultati di nuovi studi e interpretazioni rivolti anche alla sua “eredità” e alla sua scuola (dall'Achademia Leonardi Vinci ai seguaci leonardeschi);
- rileggere e collegare la sua opera sia con il contesto rinascimentale, sia nella cultura contemporanea.

### Sede
Ha sede nella Galleria che con l'Antica Cantina del Castello ospitava un antesignano “museo del vino” già nel XIX secolo. Lo attestano le memorie di Giuseppe Garibaldi del luglio-agosto 1868, in cui è definito "Museo Masetti", poiché faceva parte delle proprietà dei conti Masetti da Bagnano, insieme alla rocca dei Conti Guidi (donata poi al Comune di Vinci) e ai terreni di Grappa (ora interessati dal "Giardino di Leonardo" e in antico proprietà del padre di Leonardo). 
Proprio di fronte all'ingresso del Museo vi era il Mulino del Comune (con la sua gora delle acque) che nel 1478 fu preso in gestione dal padre Ser Piero e dallo zio Francesco di Leonardo. Lo stesso Leonardo era presente all'atto, avrebbe dovuto ristrutturare il Mulino e ne sarebbe stato usufruttuario. 
La parte edificata nell'Ottocento è stata costruita sulla gora interrata del Mulino del Comune e dei Da Vinci.

## Collezioni
Iniziate nel 1972 come raccolta in progress di materiali diversi, antichi e moderni (leonardiani, etno-antropologici del territorio di Vinci e di arte contemporanea in relazione a Leonardo), finalizzati a creare insiemi di opere, reperti e materiali documentari, compresi quelli altrimenti destinati a finire dispersi.
La collezione comprende dipinti originali antichi (tavole) della scuola di Leonardo, strumenti del suo tempo e della sua terra natale, rare incisioni (compresi i “Nodi” del 1506-8 di Dürer su disegno di Leonardo); modelli ricostruiti ad arte dai suoi progetti; meraviglie del Leonardismo (da cimeli d'epoca a due autografi di Duchamp e migliaia di opere e reperti in progress) fino alla “Cupola delle Arti e delle Idee” di Buckminster Fuller ispirata a Leonardo. Espone inoltre le opere che gli vengono affidate in deposito da collezionisti privati italiani e stranieri o concesse in prestito da altri Musei e biblioteche.

### Archivi
Leonardeschi
Il Museo Ideale ha iniziato (dal 1993, rifacendosi alla mostra del 1983 “Leonardo e il Leonardismo a Napoli e a Roma” nei Musei di Capodimonte e di Palazzo Barberini) la ricerca e la catalogazione delle opere dei collaboratori, allievi e seguaci di Leonardo, evidenziando i caratteri della sua bottega e l'estensione della sua scuola in diverse regioni italiane e nazioni europee.
L'obiettivo è quello di far conoscere e confrontare un numero crescente di opere e di autori leonardeschi, anche con l'acquisizione di esami scientifici e repertori iconografici, per verificare attribuzioni e nuove ipotesi. 
Leonardismi
Ha l'obiettivo di collezionare tutte le citazioni, le derivazioni, gli usi e gli abusi di tutte le opere e delle immagini di Leonardo, dall'arte ai mass media, dal Cinquecento a oggi. Consiste in una raccolta in progress (iniziata sistematicamente nel 1972), non solo di Giocondologie, che include migliaia di opere e reperti originali, riproduzioni e materiali documentari, provenienti da tutto il mondo (dalle antiche incisioni a Marcel Duchamp, dagli ex-libris d'artista alla filatelia, dai cimeli ottocenteschi al cinema e alla pubblicità…). 
Impronte digitali di Leonardo
Da un'intuizione di Alessandro Vezzosi del 1978, a seguito della scoperta di impronte in dipinti e manoscritti di Leonardo, dall'anno 2000 il Museo ha lavorato sistematicamente a questa ricerca, tutt'altro che conclusa e talvolta fraintesa e oggetto di falsificazioni.
In collaborazione e con la consulenza interdisciplinare di Istituti di investigazioni scientifiche, persegue l'obiettivo di individuare e ricostruire le impronte digitali di Leonardo e di contribuire alla conoscenza antropologica dell'artista e delle sue opere, spesso eseguite anche con l'uso delle dita e non solo del pennello. 
Museo Ideale del Rinascimento
Ha iniziato le sue attività esterne con mostre, work in progress e pubblicazioni, da “Raffaello e l'idea della bellezza” e “Raffaello vive” (Roma 2001) a “La Scuola del Mondo: Leonardo e Michelangelo” (Vinci 2004), “Leonardo, Michelangelo, Raphael” (Göteborg 2011 e Istanbul 2012), da “Raffaello universale” (2010) a “Michelangelo assoluto” (2012).

### Il Giardino di Leonardo e dell'Utopia
Per il progetto del “Villaggio della creatività” e parco tematico del “Centro di arte-natura-scienza per la Toscana di Leonardo”, è iniziata la creazione del “Giardino di Leonardo e dell'Utopia” alle porte di Vinci, come sezione a cielo aperto del Museo Ideale.
Il “Labirinto di Leonardo” è stato ricostruito per la prima volta dal Museo Ideale nel 1997 come opera d'arte in base ai disegni di Leonardo, prima fra i girasoli e poi con 1.500 alberi di “vinci” (salici purpurei): un percorso di 740 metri e un diametro di 60.
“Il sentiero di alberi e fiori diversi” (1999) reinventa, con la sua forma a spirale in continua crescita, l'idea del “Viale” di Bruno Munari: la prima pianta è l'alloro del Presidente della Repubblica Carlo Azeglio Ciampi, seguita da quelle scelte da artisti, scienziati, poeti, autorità, “Amici del Museo”... 
Il “Nodo infinito” (2007) disegna sul terreno quello ispirato alla decorazione della veste della Gioconda di Leonardo, con 1.200 piante di “rose gioconde”.
Momentaneamente il Giardino non è visitabile, in attesa della riapertura del Museo.

## Attività
Il Museo Ideale Leonardo Da Vinci ha curato anche edizioni multimediali (“Leonardo da Vinci e il Codice Hammer”: mostra, disk e cd-rom: 1994; “Leonardo. La pittura”, ACTA-EMME, 1995; “La Biblioteca ideale di Leonardo”, 1999; “I Parchi di ingegni e meraviglie in Toscana. Da Leonardo e Buontalenti al terzo millennio” per la Regione Toscana, 2007; “Itinerario leonardiano” per l'IMSS, 2008...) e di design, pubblicazioni e mostre itineranti in Italia e all'estero, conferenze, concorsi per le scuole e iniziative didattiche, work in progress con artisti, ricerche sul territorio, segnalazioni di riscoperte e presentazioni inedite, da “Sulle tracce di Leonardo” a “Leonardo cinquecento anni dopo”, da “Vinci e Leonardo” a “La Toscana nell'arte del XX secolo”, dai “Capolavori del mito” ai “Processi al mito di Leonardo” (“Il Codice da Vinci di Dan Brown: vero/falso”)... 
Fra i progetti, quelli di riportare in Italia il Codice Hammer/Leicester (acquisito invece da Bill Gates) e la Tavola Doria.
Più recentemente (nell'aprile 2016) ha presentato nel Teatro di Vinci la scoperta, dopo decenni di ricerche, dei discendenti viventi di Leonardo, il nuovo albero genealogico della famiglia Da Vinci e il progetto di ricerca scientifica del loro DNA.
Tra le mostre esterne ha collaborato a “I ponti di Leonardo” (iniziata a Malmö e Stoccolma nel 1993, con la Dama dell'ermellino, poi itinerante in Asia, Sud Africa e America). 
Ha curato inoltre: “Leonardo. Le favole e il mare” (Sestri Levante, 1996); “Leonardo. Dal Mediterraneo alla luna” (Cagliari e Alghero, 1997); “Il Giardino dell'utopia da Leonardo a Pratolino” (1999); “Leonardo e l'Europa” (da Assisi a Napoli, da Roma a Biel-Bienne, 2000-2001); “Léonard. L'artist de la science” (Strasburgo, 2002); “Leonardo. I giochi e lo sport” (Atene, 2004; Firenze, 2005); “Leonardo e il codice Leicester” (Tokyo, 2005); “Leonardo. I segreti della creazione nell'arte e nella scienza” (Atene, 2006); “La Joconde inattendue” (Clos-Lucé-Amboise, 2007); “Leonardo a Firenze” (2008); “And there was Light. Michelangelo, Leonardo, Raphael” (Göteborg, 2010); “Leonardo a Piombino” (2011); “La Gioconda è nuda” (Brindisi, 2011); “Mona Lisa Unveiled” (Miami, 2011); “Leonardo e l'idea della bellezza” (Shizuoka, Fukuoka, Tokyo, con la Scapiliata, 2011-2012); “The great masters. Michelangelo, Raphael, Leonardo” (Istanbul, 2012); “Leonardo-Mona Lisa-The Myths” (Kahosiung, 2013; Taipei, National Palace, 2013-2014); "Leonardo Da Vinci. Beyond the visible" (Edo Tokyo Museum, 2016); “Da Clos Lucé al Louvre, i tre capolavori di Leonardo Da Vinci” (Du Clos Lucé au Louvre, les trois chefs-d’œuvre de Léonard de Vinci, in collaborazione con il Centre de Rècherche et de Restauration des Musées de France - C2RMF), nella Casa-Museo di Clos Lucé, dove l’artista si spense all’età di 67 anni, per l'inizio delle celebrazioni del V centenario dell’arrivo di Leonardo in Francia.